# Montcada i Reixac
Montcada i Reixac (in catalano, Moncada y Reixach in spagnolo) è un comune spagnolo di 33 453 abitanti situato nella comunità autonoma della Catalogna.
L'area dove si trova il municipio è connotata dalla presenza di infrastrutture metropolitane, quali la rete ferroviaria e viaria di comunicazione con Barcellona, e con la stessa area metropolitana; questo elemento da una parte rappresenta uno “strappo” nella continuità urbana, dall'altra è un beneficio dal punto di vista dei collegamenti con il territorio.
L'alta possibilità di mobilità e condizioni favorevoli di accesso agli affitti rendono questa zona particolarmente apprezzata da parte degli immigranti.